# Лек крайцер
Лек крайцер е военен надводен кораб, подклас крайцери, от началото на XX век, продукт на еволюцията на бронепалубните крайцери под влияние на опита на руско-японската война. Леките крайцери са относително големи (в сравнение с есминците, минните крайцери и канонерските лодки) специализирани артилерийски кораби с развита бронева защита, въоръжени предимно с артилерия среден калибър. Имат активно участие в морските сражения на Първата и Втората световна войни. Военноморският теоретик Алфред Махеан отвежда на леките крайцери ролята на разузнавачи и изтребители на неприятелската търговия.
Развитието на подкласа става в рамките на националните доктрини на ВМС и води до големи разлики в предназначението и характеристиките на корабите. Лондонските морски договори от 1930 и и 1936 година въвеждат определен международен стандарт, но някои разлики все пак се съхраняват. В годините на Втората световна война леките крайцери се използват за решаване на най-разнообразни задачи и постигат висока степен на съвършенство.
Строителството на леки крайцери е прекратено към края на 50-те години. Прекратяването на развитието на леките крайцери е свързано с измененията настъпили в средствата и методите на въоръжената борба по море.

## Възникване на класа лек крайцер
Към началото на XX век във флотите на основните морски държави има, на пръв поглед, стройна класификация на корабите. Крайцерите се делят на броненосни и бронепалубни, а в отделни флоти на класове или рангове. Така например, в британския флот съществуват три класа бронепалубни крайцери: 1-ви клас – с водоизместимост над 6 хил. тона, въоръжени с оръдия до 234 mm, предназначени за действия по комуникациите и водене на широко разузнаване; бронепалубни крайцери 2-ри клас – с водоизместимост 3 – 6 хил. тона със 152 mm оръдия на главния калибър, строени за дозор, малки рекогносцировки и унищожаване на търговските съдове на противника; 3-ти клас – крайцери с водоизместимост 1,5 – 3 хил. тона с оръдия 102 – 119 mm, използвани за куриерска и стационарна служба. В Русия всички крайцери се делят на два ранга, като 1-ви ранг включва и броненосни и големи бронепалубни крайцери. Заедно с това бронепалубните крайцери, особено големите, се подлагат на много рязка критика, като част от експертите въобще отричат тяхното право на съществуване.
| „                                                                         | Що се касае до големите бронепалубни крайцери, то тяхната безполезност е извън всякакво съмнение очевидна, което дори не заслужава да коментираме… | “ |
| Кладо Н. Л. Очерк военных действий на море во время русско-японской войны | |   |

Действително бронепалубните крайцери се отличават с много слабо брониране, което се свежда до бронирана палуба със скосове, защитаваща силовата установка и снарядните погреби. При това борът на такъв кораб е практически незащитен, ако не се брои разположените там въглищни бункери.
Недостатъците на бронепалубните крайцери са напълно ясни за военноморските кръгове, но поставянето на бордова броня на тези кораби е невъзможно поради няколко причини: поради големите размери и ниските характеристики на парните машини, които са единствените достъпни двигатели; поради слабата здравина на бронята до началото на XX век (до разпространението на цементираната Круповска броня и хром-никел-молибденовото легиране); поради малките бойни дистанции и популярност на бронебойните снаряди. Освен това, докато на въоръжение има нескорострелни оръдия, стрелящи със снаряди, напълнени с димен барут, потенциалната бойна живучест на бронепалубните крайцери се оценява като приемлива.
Към упадъка и последващото изчезване на класа на бронепалубните крайцери водят две обстоятелства от началото на XX век. На първо място, това е опитът от руско-японската война – първото за дълго време стълкновение на две първокласни морски държави, което внимателно се изучава от всички военноморски специалисти. В хода на войната по море широко се използва скорострелна артилерия среден калибър, стреляща с бризантни снаряди, снаряжени със „шимоза“.
| „                                          | В резултат корабите, неприкрити в достатъчна степен от броня, стават много уязвими. „Защитените“, т.е. бронепалубните военни съдове, обладаващи само разположена на нивото на водолинията бронева палуба, могат да загубят цялата си артилерия, да изгорят или просто да потънат, макар и съхранили при това вече безполезните си машини и погреби. | “ |
| Кофман В. „Бронированный ёж“ и его потомки | |   |

Така, бойната устойчивост на бронепалубния крайцер се оказва неудовлетворителна, а областта за използването им – ограничена.
Второ, именно в началото на XX век в разпореждане на корабостроителите идват първите пригодни за поставяне на кораб парни турбини, радикално превъзхождащи парните машини по пределна и агрегатна мощност. Определена роля има и започналия преход към течно гориво, позволяващ постигане на икономии в тегло и обем.
В съответствие с английската класификационна терминология, класическият лек крайцер възниква в резултат на сливането на крайцера скаут и бронепалубния крайцер 2-ри клас.
Въпреки това преходът от бронепалубни крайцери към леки става постепенно и поражда редица междинни типове. Първият британски турбинен крайцер става „Аметист“ (на английски: Amethyst), принадлежащ на типа „Топаз“ (на английски: Topaze). Значително по-добрите характеристики на турбинната установка карат британското Адмиралтейство да построи две големи серии турбинни крайцери с малка водоизместимост, класифицирани като скаути (на английски: Scout cruiser). Това са крайцерите от типове „Форуърд“ (на английски: Forward) и „Боадицея“ (на английски: Boadicea), всичко 15 единици. Впрочем броневата им защита както и преди, се свежда до бронирана палуба със скосове.
За първите „истински“ леки крайцери е прието да се смятат британските кораби от типа „Аретуза“ (на английски: Arethusa), създадени като продължение на развитието на типа крайцери скаути, и отличаващи се с много новости, главното от които е брониран пояс по водолинията. Фактически тази чест повече заслужават крайцерите от типа „Магдебург“ (на немски: Magdeburg), също с броневи пояс и турбинна установка, първите от които са заложени и влизат в строй две години преди „Аретузите“ и половин година преди „Саутхемптън“ – първият крайцер на типа „Чатъм“, но понятието „лек крайцер“ първоначално се употребява по отношение на турбинните скаути и във Великобритания, а не в Германия.
Именно с крайцерите от типа „Аретуза“ и свързан произходът на странния термин „лек крайцер“. При проектирането им те са класифицирани като скаути или крайцери III ранг.
| „                                                   | описвайки достойнствата на строящите се крайцери в парламента, Чърчил във връзка с това даже ги представя като „леки броненосни крайцери“ („light armored cruisers“), като единствените сред малките кораби на флота, защитени от вертикална броня по цялата дължина на корпуса. | “ |
| А. Донец. Прямые потомки „скаутов“: Крейсера типа C | |   |

Под термина „броненосен крайцер“ британците обикновено имат предвид много голям кораб, за това и прилагателното armored скоро отпада и новите крайцери започват да се наричат леки (light cruisers). Впрочем в другите страни има свои национални класификации и терминът става общоприет едва след Лондонската конференция от 1930 г.
Леките крайцери съхраняват многофункционалността на бронепалубните крайцери: разузнавач при ескадрата, носене на дозорна служба, охрана на ескадрата от атаките на миноносци (разрушители), набези на портовете на противника, до определена степен – нарушаване на морските комуникации на противника (с оглед тенденцията тази задача да премине към подводниците). Освен това те са адаптирани за изпълняване на задачи в условията на ескадрен бой във взаимодействие с линейните крайцери (ЛКР) и линкорите дреднауттен тип поради тяхното основно тактическо преимущество – прекрасната маневреност, наследство от бронепалубните им предшественици. Следва да се отбележи, че руските леки крайцери имат и допълнителни функции: поставянето на минни заграждения.
Тъй като от тези крайцери се изисква много, остро стои въпроса за тяхната стойност. В резултат толкова ценната за британския флот далечина на плаване вече се отчита като второстепенна характеристика – новите кораби трябва да действат в ограничената акватория на Северно море. Малките размери благотворно влияят на цената и в навечерието на Първата световна война Великобритания започва масовото строителство на леки крайцери от този тип.
Заедно с това, разтегнатите комуникации на Британската империя изискват и друг тип крайцер – по-голям, с голяма далечина на плаване и относително добри условия за живот на екипажа и, разбира се, силно въоръжен. В края на първото десетилетие на XX век британският флот започва да получава бронепалубните крайцери от типа „Бристъл“ (на английски: Bristol) и „Уеймът“ (на английски: Weymouth), с турбинни установки, които стават родоначалници на „защитниците на търговията“ (на английски: Trade protection cruisers).
Тяхното логическо развитие са леките крайцери с броневи пояс от типа „Чатъм“ (на английски: Chatham). За съжаление на британския флот тези високоефективни кораби, много необходими за борба с рейдери, струват значително повече от „Аретузите“ и нейните наследници: средната стойност на крайцера тип „Аретуз“ съставлява 285000 фунта стерлинги, а на типа „Чатъм“ – 356000 фунта стерлинги.
Развитието на леки крайцери в германския флот тръгва по друг път. Германската империя няма икономическите възможности да създаде два типа специализирани леки крайцери, и в тактически план проектът „Аретуза“ е оценен като прекалено слаб. Оценявайки строящият се в Германия за руския флот крайцер „Новик“, до известна степен прародител на скаутите, немските офицери смятат, че даже рекордната скорост не компенсира слабото въоръжение. В резултат германският флот се съсредоточава върху създаването на универсален крайцер, еднакво годен и за служба при ескадрата, и за действия по комуникациите. Не е удивително, че по своите размери новите немски крайцери представляват нещо средно между „Аретузите“ и „Чатъмите“. Впрочем немците също не успяват да избягат от преходните типове. Първата турбина в поставена на бронепалубния крайцер „Любек“ (на немски: Lübeck), а след това са въведени в бойния състав още 6 турбинни крайцера от този подклас, принадлежащи към типа „Кьонигсберг“ (на немски: Königsberg), „Дрезден“ (на немски: Dresden), „Колберг“ (на немски: Kolberg).
Първите пълноценни германски леки крайцери стават корабите от типа „Магдебург“ (на немски: Magdeburg). Те се отличават с добро брониране, надеждна система за подводна защита, превъзходна мореходни качества и маневреност. Само сравнително слабата артилерия разваля добрия проект. Това се обяснява с предвоенното мнение на германските експерти, които смятат, че доброто обучение на комендорите в съчетание с високата скорострелност на 105 mm оръдия ще даде повече попадения. Последващо развитие на „Магдебург“ са леките крайцери от типа „Карлсруе“ (на немски: Karlsruhe).
Интерес към новия клас крайцери проявяват и в други страни, но сложното финансово положение на техните военноморски сили, предизвикано от „линкорната“ треска, не им позволява да отделят на строителството на леки крайцери достатъчно внимание.
Италианският флот получава преди войната 3 леки крайцера – единичният проект „Куарто“ (Quarto) и два от типа „Нино Биксио“ (Nino Bixio). В италианския флот те се числят като скаути (на италиански: esploratori), принадлежността на тези крайцери към леките се оспорва, тъй като те нямат бордова броня.
Традиционният противник на италианците – Австро-Унгария попълва своя флот с лекия крайцер „Адмирал Шпаун“ (Admiral Spaun), който би бил напълно удачен кораб, ако не е слабото му въоръжение, състоящо се от седем 100 mm оръдия. След получаването на първия опит, корабостроителите на двуединната империя построяват 3 крайцера от типа „Новара“ (Novara), представляващи варианта на „Шпаун“ с усилено въоръжение и по-съвършена енергетична установка.
Интерес към леките крайцери проявяват също френския и руския флот. Във Франция е разработен проект на крайцер – ескадрен разузнавач (на френски: Éclaireur d’escadre), а в Русия залагат 8 крайцера от типа „Светлана“/„Адмирал Нахимов“. Големи и добре защитени, те освен това трябва да имат висока скорост и мореходност и да носят солидно въоръжение (15 – 130 mm руските и 8 138 mm френските). Обаче тези кораби се оказват още и достатъчно скъпи. В резултат с началото на Първата световна война френските крайцери даже не са заложени, а в Русия така и не успяват да достроят новите крайцери до края на войната.
Политическото ръководство на САЩ счита за свой основен военноморски приоритет строителството на дредноути – след като линкорите са главната сила във флота, то те следва да бъдат строени приоритетно. В резултат американският флот се отличава като крайно небалансиран. Към 1914 г. САЩ имат в строй 6 леки крайцера – 3 от типа „Честър“ (на английски: Chester) и толкова от типа „Сейнт Луис“ (на английски: St. Louis), но нито един от тях не може да бъде определен като съвременен по мерките от началото на Първата световна. Снабдени с парни машини, те са прекалено бавни, а „Честър“ е са и много слабо въоръжени.
Японската империя, внимателно следяща за всички военноморски новости, не забавя започването на строителство на новите крайцери. Към 1912 г. в състава на японския флот влизат 3 крайцера тип „Чикума“ (Chikuma) – напълно удачни кораби, близки по характеристики с британските „Чатъми“.
Освен това строителството или поръчката на чужди, преди всичко английска постройка, на леки крайцери планират Испания, Гърция, Китай и даже Турция, чиито финанси се намират под външно управление. Испанската корабостроителна програма от 1913 г. предвижда постройката на два турбинни крайцера, но влизането им в строй става възможни едва през 20-те години. За Гърция във Великобритания са поръчани два 5200-тонни крайцера – „Кацонис“ и „Кондуриотис“. С началото на войната те са реквизирани от Британското адмиралтейство. За ВМС на Турция са поръчани два турбинни леки крайцера с водоизместимост 3550 тона. ВМС на Китай на свой ред решават да се възползват от услугите на австро-унгарските корабостроители, поръчвайки им съвременен лек крайцер с водоизместимост 4900 тона. Август 1914 г. изпраща тези планове в сферата на фантастиката. Само неутралната Бразилия успява да получи два относително съвременни, но слабо въоръжени крайцера от типа „Баия“, макар и към момента на построяването им това да са най-бързоходните крайцери в света.

## Леките крайцери в Първата световна война
Предвоенната „линкорна треска“ води до това, че болшинството флотове влизат във войната със съвършено небалансиран състав. Особено що се отнася до леките крайцери. С най-голям брой кораби от този клас разполага Британската империя – 36 единици. Германския флот има 6 леки крайцера, ВМС на САЩ имат също шест крайцера, но доста по-неудачни. По 3 единици кораби от този тип имат Австро-Унгария, Италия и Японската империя. Всички останали воюващи държави нямат леки крайцери до края на войната.
През годините на войната леките крайцери на Великобритания и Германия се използват много активно в операциите на двата флота и сред тях има значителни загуби. Съществен урон на леките крайцери нанася и участието в повседневната боева дейност, към която те са привличани много интензивно.
Германия през 1914 г. опитва да насочи войната към британските комуникации с помощта, преди всчико, на крайцери. В частност, 5 кораба от този клас влизат в състава на ескадрата на адмирал Шпее и още 3 действат самостоятелно – „Емден“, „Карлсруе“ и „Кьонигсберг“. Независимо от надеждите на германското командване, вече към края на 1914 г. британците успяват да ги неутрализират, макар и с привлечането на огромни сили.. Най-съвременен сред немските рейдери е „Карлсруе“. Благодарение на високата си скорост той успешно се изплъзва на противника, но става жертва на вътрешен взрив.
Опитът на военните действия показва, че крайцерите, въоръжени с оръдия калибър като на ескадрените миноносци, по сравнение с тях, са много по-ефективни артилерийски платформи. Заедно с това се изяснява грешката на германските адмирали, уповаващи се на скорострелността на 105 mm оръдия. Характерен пример за това е боят между немския „Емден“ и британският „Сидни“. Германските комендори първи постигат попадение и като цяло стрелят по-добре, но явното превъзходство на 152 mm артилерия на британците (бордовия залп на „Сидни“ е 295 kg, а на „Емден“ – 72 kg) им осигурява решителна победа. Впоследствие всички оцелели крайцери на немците са превъоръжени на 150 mm калибър.
Със строителство на леки крайцери през годините на Първата световна война се занимават основно Великобритания и Германия. Останалите воюващи страни, са принудени да се съсредоточат върху сухопътната война. Само Япония въвежда в годините на войната 2 единици от типа „Тенрю“ – бързоходни, но много слабо въоръжени. Впрочем, те са предназначени за използване като лидери на есминците.
Британците, без да чакат влизането в строй на крайцерите от типа „Аретуза“, залагат първата серия кораби от серия „C“ – 6 крайцера от типа „Карълайн“ (на английски: Caroline) – малко по-големи и по-добре въоръжени. Първият от тях влиза в строй през декември 1914 г. Впоследствие еволюцията на британските крайцери се свежда към постепенно увеличаване на размерите, увеличаване на скоростта, а също и усилване на въоръженията и броневата защита.
В периода 1915 – 1916 г. британският флот се попълва с 8 крайцера на типа „Калиопа“ (на английски: Calliope) като в последните крайцери от серията разнокалибреното въоръжение е сменено с единен калибър – 152 mm. Най-многобройната серия леки крайцери се оказва типа „Каледон“ (на английски: Caledon) – 14 единици, влезли в строй в 1917 – 1919 г. На тях за първи път започва внедряването на линейно-терасовидното разположение на оръдията.
Най-съвършените леки крайцери военна постройка стават корабите от типа „Даная“ (на английски: Danae) – серията „D“. Първите 3 единици успяват да влязат в състава на флота по време на войната, още 5 са достроени след нея, 4 крайцера са свалени от строителство. Повтаряйки по въоръжение „Каледон“, те са по-големи и мореходни. По размери те вече са близки до „защитниците на търговията“, строителството на които по време на войната е прекратено. И, накрая, на самия финал на войната са заложени 2 единици от типа „E“ – „Емералд“ (на английски: Emerald) и „Ентърпрайз“ (Enterprise) – крайцери, в които всички усилия на конструкторите са хвърлени за увеличаване на скоростта, благодарение на удвоение на мощността на турбините, достигнала 33 възела, но достроени едва през 1926 г.
Освен това Британското Адмиралтейство си прави доста своеобразен експеримент, построявайки три леки линейни крайцера – „Корейджъс“, „Глориъс“ и „Фюриъс“. По конструкция те са увеличени по размер леки крайцери, и силовата им установка е аналогична на крайцера „Чемпиън“, но разчитана за 4 вала и с по-голям брой котли – 18 вместо 8. по-късно тези екстравагантни кораби, получили прякора „белите слонове на адмирал Фишър“, са преустроени в самолетоносачи.
Германският флот от времето на войната получава доста по-малък брой леки крайцери. Първите кораби този клас са влезлите в строй през военното време 2 единици от типа „Грауденц“ (на немски: Graudenz) – увеличени „Магдебург“, но с малко по-ниска скорост. Тяхно развитие става двойката тип „Висбаден“ (на немски: Wiesbaden) – първите германски леки крайцери с турбини снабдени с хидродинамичен редуктор и изначално въоръжени със 150 mm оръдия. Накрая, през 1914 – 1916 г. в Германия са заложени 14 крайцера от типа „Кьонигсберг II“ (на немски: Königsberg II) и „Кьолн II“ (на немски: Cöln II) – големи кораби със силно въоръжение, но неговото позициониране остава, спрямо британските кораби от същия клас, остаряло. Бойните качества на тези кораби са явно по-добри от чисто крайцерски. До края на войната немците успяват въведат в строй едва 6 крайцера от този тип.
Освен тези кораби Германия построява също 2 крайцера-минни заградителя от типа „Брумер“ (на немски: Brummer), слабо въоръжени, но доста бързоходни. Това са първите кораби от този клас, който получава определено развитие през следвоенните години.

## Леките крайцери на 20-те години на XX век

### Леките крайцери на САЩ
Към началото на Първата световна война американския флот няма нито един съвременен лек крайцер. Запълването на тази празнина става с амбициозната корабостроителна програма от 1916 г., включваща, освен всичко останало, строителството на крайцери – океански разузнавачи. Ключево изискване към разузнавачите става максималната възможна скорост. В резултат крайцерите от типа „Омаха“ (на английски: Omaha) се получават неудачни. Прекалено тесните обводи на корпуса и неговото прекалено олекотяване водят до снижаване на мореходността; краищата са, обратно, претоварени, а разположението на артилерията е неудовлетворително. Въпреки това, бързането в условията на военните години, а след това започналата отново надпревара в морските въоръжения водят до постройката на 13 единици от този тип. Всички те са завършени в периода между 1923 и 1925 г. и фактически са остарели при влизането им в строй.

### Леките крайцери на Германия
След края на Първата световна война германския флот е сериозно скован с условията на Версайския договор. По отношение на крайцерите той забранява на немците строителството на кораби с водоизместимост над 6000 тона и с въоръжение над 150 mm. Благодарение на това, че в състава на германския флот почти всички кораби вече са прослужили установеният от договора 20-годишен срок, немците могат да пристъпят към обновление на своя флот вече в началото на 20-те години на XX век. Първенец на новото немско корабостроене става крайцера „Емден“ (на немски: Emden), почти точно копие на корабите военна постройка. Независимо че „Емден“, строен с големи трудности, е остарял вече при влизането му в строй, фактически той се явява единственият реално боеспособен кораб от този клас във ВМС на Хитлерова Германия.
Бързото развитие на морските въоръжения и стремежът на германските власти да получат макар и неголям, но съвременен флот води до разработката на принципиално нов проект, влязъл в историята като крайцери тип „К“ (леки крайцери тип „К“). Основните задача на новите кораби е разузнаване при ескадрата и самостоятелни рейдерски действия, а основните им черти – мощно въоръжение и висока скорост. За първи път в немския флот крайцери получават куполна артилерия, а тяхната силова установка за първи път в света става комбинирана дизел-паротурбинен тип. Трите крайцера от този тип влизат в строй през 1929 – 1930 г., но се оказват неудачни. Ограничениято във водоизместимостта не позволява да имат адекватна защита, дизелите за крейсерски ход са маломощни, но главният им недостатък е друг. Прекалено тесният и лек корпус прави корабите маломореходни, което означава невъзможно ефективно използване на крайцерите в северни морета.
Още преди достройката на крайцерите тип „К“ е заложен крайцерът „Лайпциг“ (на немски: Leipzig), който става развитие на проекта „К“. При „Лайпциг“ е усилено бронирането и значително подобрена силовата установка за сметка поставянето на по-мощни дизели. Впрочем, обводите на корпуса не се изменят, и мореходността на „Лайпциг“ се оказва не по-добра, отколкото при неговите предшественици.

### Леките крайцери на Франция
След края на Първата световна война крайцерските сили на френския флота са в лошо положение. Достатъчно е да се каже, че най-новите крайцери в неговия състав са броненосните от типа „Валдек-Русо“ (Waldeck-Rousseau) от 1911 г., остарели още при постройката им. Но и представеният през 1920 г. проект за нов лек крайцер не блести с високи характеристики. Излизането от положение е само благодарение на запознаването с получените по репарациите немски крайцери и документацията на американския крайцер „Омаха“.
В периода 1922 – 1923 г. са заложени три крайцера от типа „Дюге Труен“ (Duguay Trouin), влезли в строй през 1926 г. Тези кораби стават първите в света леки крайцери с линейно-терасовидно разположение на оръдейните кули, и се отличават с прекрасна мореходност. На с това списъка от техните достойнства завършва. Бронирането им се явява чисто символично, а 155 mm оръдия се характеризарат с много ниска скорострелност.
Впоследствие французите се увличат към създаването на крайцери-образци. Отначало в строй влиза „Плутон“ (Pluton), много слабо въоръжен и бавен, а след това френския флот получава специализирания учебен крайцер „Жана д’Арк“ (Jeanne d’Arc) с нищожна бойна ценност.

### Леките крайцери на Италия
Първите четири леки крайцера в Италия са заложени през 1928 г. в отговор на появата у френския флот на големи и добре въоръжени лидери. В течение на 1931 г. цялата четворка влиза в строй. Във военноморската литература този тип се класифицира като „Алберто да Джусано“, известни също и като Condottieri A. В конструкцията на крайцерите са отразени характерните черти на италианската корабостроителна школа. Основно се залага на скоростта, достигаща на изпитанията 39 възела и повече, но в изключително благоприятни условия. Цената за това е ниската мореходност, чупливост на корпуса, крайно слаба бронева защита и съвършено неудовлетворителна корабна артилерия, даваща огромен разброс на снаряди. Последващата еволюция на италианските леки крайцери от първо поколение преминава в увеличаване на размерите и незначително усилване на защитата, но да се преборят с недостатъците във въоръжението италианските корабостроители така и не успяват.

### Леките крайцери на СССР
Икономическото положение на Съветска Русия в началото на 20-те години на XX век не позволява водене на сериозни работи в областта на корабостроенето. Поради това въпроса за строителство на големи бойни единици даже не се поставя на обсъждане сред ръководството на флота. Обаче има 8 недостроени крайцера от „типа „Светлана““, останали от императорския флота, и с подобряване на финансовата ситуация успяват да достроят два от тях по проект, близък до първоначалния. В резултат в течение на 1927 – 1928 г. флотът получава крайцерите „Червона Украйна“ (бивш „Адмирал Нахимов“) и „Профинтерн“ (бивш „Светлана“, от 1939 г. – „Красний Крим“). Обаче проектът, разработен през 1912 г., към края на 20-те успява да остарее. Най-сериозните недостатъци са ниската скорост, слабото брониране и неудачното поместената артилерия, която има неголям калибър.
| „                                        | „Профинтерн“ и „Червона Украйна“ като крайцери в условията на Черно море нямат никаква ценност и, по същество, са много големи мореходни канонерски лодки. | “ |
| Платонов А. В. Крейсеры советского флота | |   |

Третият крайцер от типа „Светлана“, „Адмирал Лазарев“, влязъл в строй през 1932 г. под името „Красний Кавказ“, е основно променен. Главното изменение от тях е пълната замяна на артилерията на главния калибър на 180 mm оръдия, разработени вече в съветско време. По далечина на стрелбата те нямат равни сред крайцерите по света, но уникалните балистически характеристики са с цената на крайно ниска живучест на стволовете. При стрелба с боен заряд – 55 изстрела, усилено-боен – 30 изстрела.. Като цяло трите достроени крайцера, попълващи Черноморският флот, съществено отстъпват на най-новите чуждестранни кораби от този клас, но разработката на нов проект в онези години е непосилна задача за съветските конструктори.

### Леките крайцери на Япония
Още в хода на Първата световна война командването на японския флот приема решение да развива в класа на леките крайцери проекта „Тенрю“. Но, след получаване на първите сведения за характеристиките на залаганите в САЩ крайцери от типа „Омаха“, тези планове са преразгледани. Типът „Тенрю“, който по-скоро е лидер на есминци, изглежда на фоне на американския проект прекалено слаб. В резултат японският флот се попълва с чувствително по-големи бойни единици.
Първи в този ред са 5 крайцера от типа „Кума“ заложени в периода 1918 – 1919 г. и способни, по мнението на японските адмирали, да изпълняват както функциите на лидер, така и задачите на ескадренно разузнаване. Така, е създаден специфичния японски тип универсален лек крайцер. След петицата на „Кума“ през 1920 – 1921 г. са заложени 6 крайцера от типа „Нагара“. Фактически те са леко усъвершенствани „Кума“ с нови 610 mm ТА и бордови хидросамолет. Почти веднага започват и нова версия на същия проект – „Сендай“, който трябва да бъде от 7 единици, но Вашингтонския договор от 1922 г. го ограничава до три. От конструктивна гледна точка те се отличават от предшественниците им само по типа на силовата установка. Всички тези кораби се отличават със слабо и неудачно разположено артилерийско въоръжение и са остарели вече към момента на влизането им в строй.
Освен това японският флот е попълнен и с единичния крайцер „Юбари“. Построен като експериментален, той служи за концептуална основа на японските тежки крайцери.

### Леките крайцери в други страни
Кораби от новия клас искат да получат и редица държави, които не участват в Първата световна война. През 1915 г. парламентът на Нидерландия приема закон за флота, съгласно който се предполага построяването и на два леки крайцера за защита на холандските Източноиндийски колонии. Проектът, подготвен от фирмата „Круп“, се свежда към възпроизвеждането на германските крайцери в увеличен вид. Двете единици на типа „Ява“ са заложени още през 1916 г. За нещастие на холанците техните корабостроителници строят качествено, но и много бавно, и към 1925 – 1926 г., когато техните крайцери влизат в строй, някога напредналия проект вече е остарял.
Освен Нидерландия, в този период само една второстепенна морска държава пожелава да получи леки крайцери. Още в годините на Първата световна война испанците залагат единичния крайцер „Рейна Виктория Еугения“, в конструктивен план повтарящ британските кораби от типа „Бирмингам“. Строителството се проточва, и крайцерът влиза в строй едва след 8 години. Въпреки това, развитието на класа на леките крайцери в Испания продължава, и към 1925 г. ВМС на тази страна получават двата крайцера от типа „Блас де Лесо“ – местно копие на британските крайцери тип „Каледон“. И, накрая, към 1930 г. флота се попълва с трите единици от типа „Алмиранте Сервера“, станали развитие на британските крайцери от типа „E“. Всички тези кораби успяват да остареят вече към момента на влизането си в строй, но имат активно участие в Гражданската война.
Военноморските ръководители на Полша също мечтаят за голям флот, включващ и крайцери. Първоначално полския флот желае да получи 6 крайцера, а след това намалява своите претенции до два крайцера и, накрая, се удовлетворява с 4 разрушителя.

## Стандартизация на леките крайцери
Решенията на Вашингтонската морска конференция от 1922 г. води до масово строителство на тежки крайцери в основните морски държави. Но опитите са се вместят във водоизместимост, ограничена до 10000 тона, максимално количество въоръжение в съчетание с висока скорост и далечина на плаване води до създаването на небалансирани кораби, чиято огнева мощ съвършено не съответства на тяхната защитеност. Освен това строителството на „вашингтонските“ крайцери се оказва много скъпо.
Отчитайки сложната икономическа ситуация на водещите държави в края на 20-те години, във военноморските кръгове възниква стремежа за създаване на по-малък и значително по-евтин „универсален“ крайцер. Особена активност в това проявява Великобритания, нуждаеща се от много значителни крайцерски сили за защита на своето корабоплаване. Освен това съществува мнение, че в рамките на лимита от водоизместимост може да се създаде по-балансиран кораб с артилерия не повече от 6 – 6,1 дюйма (152 – 155 mm).
След дълги и трудни преговори страните се съгласяват да въведат нова класификация на крайцерите. Глава XV от Лондонския договор от 1930 г. определя крайцера като надводен кораб, различен от самолетоносачите и линкорите, имащ водоизместимост над 1850 тона или въоръжен с артилерия по-голяма от 5,1 дюйма (130 mm). На свой ред, крайцерите се подразделят на клас „A“ с артилерия над 155 mm и клас „B“ с артилерия, не превишаваща 155 mm. При това е въведено ограничение по сумарния тонаж на крайцерите от типа „B“ и съставляващо 143500 английски тона (145796 метрични тона) за САЩ, 192200 английски тона (195275 метрични тона) за Британското Съдружество и 100450 английски тона (102057 метрични тона) за Япония.
Договорът е подписан от САЩ, Великобритания с доминионите ѝ и Японската империя. Франция и Италия не подписват Лондонския договор, но впоследствие са постигнати двустранни съглашения за ограничение на морските въоръжения. В резултат всички по-рано построени крайцери с артилерия не повече от 155 mm започват да се числят в международните съглашения като леки, макар да има и национални класификации.
Следващата страница в нелеката схватка на военноморските дипломати става Лондонския морски договор от 1936 г.. Той е подписан само от САЩ, Великобритания и Франция. Италия и Япония се отказват от участие в него. Съгласно този документ, всички крайцери се подразделят на два класа. Клас „A“ включва в себе си крайцерите с артилерия над 6,1 дюйма (155 mm), по-известни като тежки крайцери. Договора забранява строителството и покупката на такива кораби до 1942 г.
Клас „B“ съставят крайцерите с водоизместимост над 3000 тона, но не повече от 8000 тона, с артилерия, не превишаваща 6,1 дюйма (155 mm). Ограничението във водоизместимостта е предложено от Великобритания, нуждаеща се от много голям брой крайцери, които поради това не трябва и да са прекалено скъпи, тъй като тогава Великобритания оценява своите минимални потребности от броя 70 крайцери.

## Леките крайцери на 30-те години на XX век

### Леките крайцери на Великобритания и Британското Съдружество
Дълго време британският флот не се нуждае от корабите на този клас – след Първата световна в строя остават 48 напълно съвременни по мерките на 20-те години леки крайцера. Към строителството на такива крайцери Великобритания се връща след 12-годишно прекъсване през 1930 г. 8-дюймовите „защитници на търговията“ се оказват прекалено скъпи, а империята се нуждае от огромно количество крайцери за защита на своите морски комуникации. С изваждането от строй на крайцерите военна постройка проблемът става още по-актуален.
Първият проект за лек крайцер става „Леандър“ (на английски: Leander), всичко построени 5 единици. Негово развитие са крайцерите на австралийския флот, с име тип „Сидни“ (на английски: Sydney) – 3 единици. Основни изисквания към новите крайцери стават далечината на плаване и мореходност при умерена водоизместимост. Наученото от горчивия опит с „Хокинсите“, Британско Адмиралтейство не иска да провокира другите страни към строителство на големи кораби. Бронирането и въоръжението се разглеждат като второстепенни характеристики, тъй като задачата на тези крайцери е борба с рейдерите от търговски тип.
Едновременно британците продължават и линията на скаутите, залагайки 4 крайцера от типа „Аретуза“ (на английски: Arethusa) за ескадрена служба. Корабите се оказват малки и евтини, но техните бойни възможности – скромни. По това време от Япония започват да постъпват тревожни съобщения за нови леки крайцери.
Когато се получават сведенията за строителството в Япония на леките крайцери от типа „Могами“ (Mogami), британските специалисти нямат представа за замисленото мошеничество на японците. Тези кораби изначално са проектирани с планове за замяна на 155 mm оръдия на 203 mm, което е направено преди началото на войната. , и стигат до извода колко слаби са техните леки крайцери. Резултата от това е залагането на пет крайцера ново поколение от типа „Саутхемптън“ (на английски: Southampton), а малко по-късно и трите единици на тяхната подобрена версия – „Глостър“ (на английски: Gloucester). Корабите си приличат един на друг и се различават само по своето брониране. В резултат в периода 1937 – 1938 г. Кралският флот получава 8 отлично въоръжени и бронирани крайцера. Развитието на типа на тези удачни кораби стават двата крайцера тип „Белфаст“ (на английски: Belfast), които стават най-силно бронираните леки крайцери в света, но и прекалено скъпи.
Паралелно с развитието на мощни крайцери със 152 mm артилерия британския флот започва строителство на малки бойни единици за поддръжка и противодействие на разрушителите и ПВО защита на главните сили на флота. Поради тези изисквания е прието решение за поставянето на новите кораби на 133 mm универсални оръдия. От 1937 г. са заложени 9 крайцера на типа „Дидо“ (на английски: Dido), въоръжени с 8 – 10 оръдия, а също и със зенитни автомати. Но новите кораби се оказват несъстоятелни и в двете си роли. За крайцери са прекалено слабо въоръжени, а като кораби за ПВО защита са непотребни поради ниската скорострелност на универсалните оръдия и недостатъчната скорост на тяхната наводка.
Освен това в развитието на британските леки крайцери има и паралелна линия – минните заградители от типа „Ебдиел“ (на английски: Abdiel). Всички четири кораба от нея се отличават с нехарактерния за британската корабостроителна школа акцент върху максимално възможната скорост, което се оказва много полезно в годините на Втората световна, без да има общо с поставянето на минни заграждения.

### Леките крайцери на САЩ
След построяването в началото на 20-те години на серията леки крайцери „Омаха“ САЩ не залагат повече кораби от този клас вече 14 години. Американските адмирали смятат за безсмислено да се строи нещо по-малко, отколкото „вашингтонски“ крайцер. Връщането към леките крайцери е наложено от Лондонския договор от 1930 г., ограничаващ броя на крайцерите с 203 mm артилерия. След проточило се три години проектиране е създаден проекта на добре бронирания крайцер тип „Бруклин“ (на английски: Brooklyn). Състава на въоръженията е формиран под влиянието на известията за залагане на японските крайцери от типа „Могами“, и в резултат „Бруклините“ получават по 15 152 mm оръдия в пет кули. В течение на периода 1937 – 1939 г. ВМС на САЩ попълват 9 кораба от този тип.
Разработката на крайцерите „Атланта“ (на английски: Atlanta) е принудителна, тъй като във Втория Лондонски договор от 1936 г. е ограничена водоизместимостта на новите крайцери до 8000 тона. Първоначалните планове за строителство на намалени „Бруклини“ са отхвърлени, и американския флот избира проекта за неголям крайцер, предназначен за съвместни действия с разрушителите. Въоръжението е съставено от 16 127 mm универсални оръдия, на по-късните крайцери техният брой е намален за сметка на зенитните автомати. Този проект се получава не много удачен – като крайцери „Атлантите“ нямат достатъчно огнева мощ и брониране, а като кораби за ПВО – системи за управление на зенитния огън. До влизането на САЩ във Втората световна война флота успява да получи 4 крайцера от този тип.

### Леките крайцери на Франция
В началото на 30-те години на XX век френската политика за строителство на крайцери-образци е изоставена. Нейното последно проявление става още един уникален кораб – крайцерът-минен заградител „Емил Бертин“ (на френски: Émile Bertin) имащ добро въоръжение, скорост до 39 възела, но почти незащитен.
След строителството на оригинални, но малобоеспособни крайцери-образци френският флот накрая преминава към създаването на серии крайцери. Първи сред тях са 6 кораби от типа „Ла Галисионер“ (La Galissonniere) влезли в строй през 1936 – 1937 г. По сумарна оценка на бойните качества, и особено по критерия стойност/ефективност, този проект се счита за почти идеалния лек крайцер на 30-те години. Напълно прилично въоръжение съчетано с добро брониране, защитаващо кораба от 150 – 155 mm снаряди на всички очаквани дистанции. Скоростта е висока, мореходността – достойна, а размерите умерени. Само отсъствието на зенитни автомати влошава добрия проект.
Развитие на удачния проект французите опитват през 1939 г., залагайки крайцера „Де Грас“ (De Grasse), главен в серия от три единици, но дострояването му става едва след войната по радикално изменен проект.

### Леките крайцер на Италия
Независимо от недостатъците на първите леки крайцери, италианците продължават развиването на този проект. В течение на 1933 – 1935 г. са построени още 4 крайцера от типовете „Луиджи Кадорна“ (Condottieri B) и „Раймондо Монтекуколи“ (Condottieri C), но реалните бойни възможности се повишават незначително.
Получивайки през 20-те години на XX век 8 слабозащитени крайцера, италианското командване стига до извода за недостатъчната боеспособност на тези кораби. Следващата двойка „Дука д’Аоста“ (Condottieri D) се увеличава по размери и получава усилено бордово брониране. Но палубната броня остава слаба, и защитеността на крайцерите нараства малко. За сметка на това чувствително се подобрява мореходността.
В резултат на това, през 1933 г. са заложени двата крайцера тип „Дука дели Абруци“ (Condottieri E), които стават най-съвършените леки крайцери в италианския флот. Рязко усиленото брониране позволява да се защитят крайцерите от 152 mm снаряди, а на определени дистанции и от 203 mm снаряди. Увеличен е броят на оръдията на главния калибър и едновременно с това е подобрено разположението им в кулите. Мореходността също се изменя в положителна посока. По бойни качества новите крайцери почти не отстъпват на аналозите в другите страни, ако не бяха недостатъците на италианските боеприпаси, даващи твърде голяма разсейване на снарядите. Италианските производствени норми имат много големи допуски по тегло и заряд на снарядите, което води до огромна разсейка на снарядите в залпа – по сравнение с немските боеприпаси в пъти. . Доволни от успеха италианското морско ръководство поръчва още 6 усъвършенствани крайцера от този тип, но поради влизането на Италия във войната нито един от тях не е заложен.
Освен планомерното строителство на серията „Кондотиери“, италианските адмирали реанимират идеята за крайцер скаут. В периода 1939 – 1940 г. е заложена серията от 12 единици тип „Капитани Романи“ (Capitani Romani), представляващи завръщане към идеите на ранните „Кондотиери“ – минимални размери и висока скорост при символична защита. Строителството става в условията на война, за това и в строй влизат само 3 крайцера от този тип.

### Леките крайцери на СССР
Проектирането на нови крайцери започва през 1932 г. с активното участие на италианската фирма „Ансалдо“ (Ansaldo). Италианците, в частности, предоставят теоретичния чертеж на „Кондотиери D“ и изготвят силовата установка за главния кораб. Съгласно първоначалния проект 26 са построени два крайцера – „Киров“ и „Ворошилов“, останалите 4 се дострояват по откоригираният „проект 26-бис“. Към тях се числят „Максим Горки“, „Слава“, „Калинин“, „Петропавловск“.
По съветската класификация те се отнасят към леките крайцери, Британия по време на двустранни преговори ги признава за леки, макар по класификацията на втория Лондонски договор, те да се считат за тежки поради 180 mm на главния калибър. В конкретния случай значително влияние оказвал личната привързаност на Й. В. Сталин към перспективните довоенни разработки на линейни крайцери за ВМС на СССР. Наистина, уникалните характеристики на артилерията са с цената на намалена живучест на оръдията. Стремежът да се осигури висока скорост води до ограничаване на бронирането, далечината на плаване се оценява като недостатъчна за тихоокеанския театър, а от мореходността остава да се желае много повече. Зенитното въоръжение се оказва недостатъчно, впрочем, както и на всички без изключение големи кораби довоенна постройка, но е съществено усилено в хода на Втората световна война.
Небалансиранността на „Киров“/„Максим Горки“ води до разработката на крайцерите от проекта 68. Определено влияние на новите крайцери оказва също англо-съветското съглашение от 1937 г. за ограничаване на морските въоръжения. Крайцерите от проекта 68 носят 152 mm артилерия, имат подобрено зенитно въоръжение и брониране, а също голяма далечина на плаване, но от 7 кораби от този тип до войната не е достроен нито един. В строй 5 от тях влизат едва през 1950 г. по изменения проект 68К.

### Леките крайцери на Германия
След поръчката на „Лайпциг“ германския флот не строи леки крайцери в течение на 5 години. Към момента на идването на власти на А. Хитлер конструкторите са заети с разработката на престижните тежки крайцери – бъдещите кораби от типа „Адмирал Хипер“, и на създаването на нов проект за лек крайцер не се отделя достатъчно внимание. В резултат флотът поръчва шести лек крайцер във вида леко подобрен вариант на „Лайпциг“. Резултатът от тези усилия е плачевен – фактически „Нюрнберг“ (на немски: Nürnberg) се оказва влошен крайцер, тъй като поради претоварването има най-слабата мореходност от всички големи кораби на кригсмарине.
Последващите усилия в това направление се концентрират към разработката на проекта „M“. В него проектантите опитват да отстранят основните недостатъци на предшестващите крайцери, но никакими сериозни преимущества пред потенциалните противници той на обладава. Започналата война слага край на плановете за ново строителство, и кригсмарине влиза в бой със съвършено неудовлетворителни леки крайцери.

### Леките крайцери на Япония
Строителство на леки крайцери от ново поколение японците започват едва преди началото на Втората световна. През 1940 г. започва строителството на серията крайцери от типа „Агано“, предназначени за разузнаване и лидиране на разрушители. В съответствие с тези задачи крайцерите получават относително слабо артилерийско въоръжение и ограничено брониране, но развиват висока скорост. В периода 1942 – 1944 г. японският флот получава 4 кораба от този тип.
Освен това японският флот се опитва да развива и два тясноспециализирани типа крайцери. Така, крайцерите от типа „Ойодо“ трябва да играят ролята на флагмани на съединенията от разузнавателни подводници. Артилерийското им въоръжение е съсредоточено в носовата част, а на кърмата е поместено авиационното, включващо 6 хидросамолета. Планира се построяването на 2 крайцера от типа „Ойодо“, но фактически е заложен само главният кораб, влязъл в строй през 1943 г.
Също са заложени 4 учебни крайцера от типа „Катори“, три из които са получени от флота в периода 1940 – 1941 г. Четвъртият кораб не се достроява поради началото на войната. Имащи повече от скромни характеристики, тези кораби са само ограничено боеспособни.

### Леките крайцери в други страни
30-те години на XX век са характерни със снижаване на интереса на морските държави от третия ешелон към строителството на крайцери. Само 3 страни си позволяват единични кораби от този клас. Най-голям интерес към крайцерите от числото на тези държави има Нидерландия, която трябва да се подготвя към възможно нападение от страна на Япония върху холандските владения в Югоизточна Азия. Заедно с това, корабостроителните програми са спирани от стремежа на правителството на страната към максимални икономии.
След продължителни дебати, през 1933 г. е заложен „икономичният“ крайцер „Де Ройтер“ (De Ruyter), съществено отстъпващ на чуждестранните аналози. Малко замазват положението ефективните зенитни автомати „Бофорс-Хаземайер“ (Bofors-Hazemeyer), впрочем, неудачно разположени. Впоследствие холандците се увличат в създаването на леки крайцери с минимална водоизместимост, предназначени за ликвидиране на разрушители, залагайки два кораба от типа „Тромп“ (Tromp), но до началото на военните действия пускат в строй само един от тях.
След неудачните евтини кораби, холандците се връщат към идеята за пълноценни крайцери и през 1939 г. залагат двете единици от типа „Ендрахт“ (Eendracht). Увеличената водоизместимост позволява поставянето на пълноценно въоръжение от 10 152 mm оръдия. Нахлуването на немските войски през май 1940 г. заварва двата кораба на стапелите.
Шведския флот получава през 1934 г. съвършено оригинален крайцер-авиотранспорт „Готланд“ (Gotland). Скромно въоръженият кораб носи 8 хидросамолета. Идеята се оказва малоудачна – самолетите бързо остаряват, и към 40-те години корабът вече е без авиационното си въоръжение.
Накрая, през 1939 г. аржентинският флот получава крайцера „Ла Архентина“ (La Argentina), построен във Великобритания и съвмещаващ функциите на боен и учебен кораб. Характеристиките на единствения лек крайцер на Аржентина са много скромни, но, както обикновено се случва в Латинска Америка, корабът има дълъг живот и е отписан от флота едва през 1974 г..
Китай през 30-те години получава два леки крайцера с минималната за този клас кораби водоизместимост (2500 t) – „Нин Хай“ и „Пин Хай“, – създандени по японски проект (единият кораб е строен в Япония, другия – в Китай под наблюдението на японски специалисти). Корабите носят достаттчно мощно артилерийско въоръжение – шест 140-милиметрови оръдия в двуоръдейни кули, а „Нин Хай“ има и хидросамолет. В същото време специфичната черта на тези крайцери е тяхната архаична двигателна установка – парна машина вместо турбини, още повече част от котлите се захранват с въглища. Скоростта на „Нин Хай“ и „Пин Хай“ не превишава 23 възела. Фактически, китайските крайцери са по-близо до големите канонерки или шлюповете. Те са потопени от японската палубна авиация през септември 1937 г., в самото начало на японо-китайската война. Впоследствие са извадени от японците, превъоръжени като ескортни кораби и отново потопени есента на 1944 г. вече от американците. През 30-те години Китай също води преговори с Германия за покупката на лекия крайцер „Емден“, които не се увенчават с успех.
Опит да има собствени крайцери предприема даже Тайланд (до 24 юни 1939 г. – Сиам). През 1938 г. сиамският флот поръчва два крайцера от типа „Таксин“. Поради отсъствие на съответната индустрия, проектиране и строителство тези кораби са поръчани на италианската компания CRDA, което води до неприятен за възложителя финал. През август 1942 г. недостроените крайцери са конфискувани от италианското правителство. От конструктивна гледна точки тайландските крайцери трябва да съответстват на намалено подобие на италианските леки крайцери.

## Леките крайцери във Втората световна война

### Леките крайцери в бой
Пред влизането във войната на основните държави – участници на конфликта – имат в състава на своите флотове следното количество леки крайцери: Великобритания – 47, САЩ – 19, Франция – 12, Германия – 6, Италия – 13, Япония – 20, Нидерландия – 4 и СССР – 7 леки крайцера.
Бидейки в болшинството от флотите сравнително многочислени и евтини бойни единици, леките крайцери имат много активно участие в борбата по море. Практически нито една операция на водещите флоти не преминава без участието на леки крайцери. Ведно с това, в използването на корабите от този клас има и национални особености.
Леките крайцери в страните от Оста
Леките крайцери на страните от Оста не нямат значителна роля в бойните действия. Особено неудачно се представят немските кораби. Още първите операции показват крайно ниската мореходност на леките крайцери на Кригсмарине (с изключение на „Емден“) и командването е принудено да ги преведе в Балтика, където те без особени успехи действат до края на войната.
Италианските леки крайцери също не радват своите създатели. Почти веднага се изяснява погрешното залагане на италианците на високата скорост. Фактически италианските рекордьори нито веднъж не успяват да избягат от формално по-бавния противник. В бойно отношение италианските кораби също се показват слаби – броневата им защита е явно недостатъчна, а артилерията – несъвършена. В разултат, след първите поражения италианските крайцери действат крайно внимателно, но даже при това търпят загуби, дори опасни за тях се оказват и британските разрушители (есминци).
Японските леки крайцери действат по-успешно. Те добре изпълняват своята основна функция – лидиране на ескадрите есминци, участвайки в редиця сражения в тази си роля. В същото време, общата остарялост на болшинството японски леки крайцери не им позволява да разчитат на успех в открит бой с еднотипните американски кораби. Но, действайки в състава на съединения с по-големи кораби, японските леки крайцери могат да разчитат на успех – така например, в хода на боя при остров Саво лекият крайцер „Тенрю“ предположително успява да уцели с едно или две торпеда американският тежък крайцер „Куинси“, а крайцерът „Юбари“ поразява с торпедо тежкият крайцер „Винсънс“ и с артилерийски огън – разрушителя „Ралф Талбот“. Често японските леки крайцери се използват за ескортиране на отрядите десантни кораби и транспорти. Основните загуби японските кораби от този клас понясят от атаките на подводни лодки и авиацията.
Леките крайцери на съюзниците
Леките крайцери на Великобритания, по принцип, се представят добре. Действайки на всички театри, те, като правило, успешно се сражават даже с по-силни противници. Още повече, тези кораби доказват, че при определени обстоятелства могат да бъдат опасни даже за кораби от формално по-висок клас. По мнение на редица автори, британските кораби от типа „Фиджи“ могат да се смятат за идеалния лек крайцер на Втората световна война по критерия „стойност/ефективност“. Основните загуби в хода на войната британските кораби от този клас понасят от действията на авиацията.
Леките крайцери на САЩ също се представят достойно.
| „                                                                   | Дневни артилерийски сражения отстъпващият по сили противник не желае да води. Яванско море и Командорските острови ясно показват, че лекият крайцер през деня не е в състояние да даде отпор на тежкия. Англичаните в Средиземно море разбират това доста по-рано и такива битки просто не се приемат. За сметка на това нощем ситуацията се оказва диаметрално противоположна. На първи план излиза не мощта на оръдията или тяхната далекобойност, а огневата производителност. И тук новият лек крайцер с 12 – 15 оръдия 152 mm се оказва явно по-силен от тежкия. Боя при нос Есперанс, сражението в залива Императрица Аугуста, Новогодишният бой са много показателни в този смисъл. | “ |
| А. Больных. Американские крейсера Второй мировой войны. Заключение. | |   |

Особено се отличават в сраженията за остров Гуадалканал. Крайцерите на САЩ военна постройка влизат в строй в момент, когато големите сражения между артилерийски кораби на тихоокеанския театър почти няма, но за сметка на това добре се представят като крайцери за ПВО, особено корабите тип „Кливланд“.
Съветските леки крайцери в хода на войната се никак не се използват за това, за което се предполага при тяхното строителство. Крайцерите на Балтийският флот практически през цялата война действат като плаващи батареи, поддържащи защитниците на Ленинград. Черноморските крайцери активно се използват за решаване на най-разнообразни задачи, включва даже непосредствено стоварване на десанти. Основна заплаха за тях е немската авиация, и от 1943 г. големите кораби на Черноморския флот не участват в бойните операции, опасявайки се от загуби. Въпреки това, от наличните във флота 9 крайцера потъва само един, макар другите да получават сериозни повреди. Така,
| „                                                                                | …истински универсални се оказват крайцерите с многобройни 152 mm оръдия, но епохата на артилерийските крайцери наближавала своя завършек. | “ |
| Патянин С. В., Дашьян А. В. и др. Крейсера Второй мировой. Охотники и защитники. | |   |

### Леките крайцери в корабостроителните програми през Втората световна война
Масовото строителство на крайцери в годините на Втората световна война е по силите само на САЩ и Великобритания. Незначително количество кораби от този клас са построени в Италия, СССР и Япония.
Още преди влизането на САЩ във войната на американските стапели са поръчани 30 леки крайцера от типа „Кливланд“ (на английски: Cleveland). След 7 декември 1941 г. поръчките са увеличени. Като краен резултат се предполага построяването на 52 такива кораба, явлащи се модифицирана версия на крайцерите тип „Бруклин“. Макар реално да са построени само 29 крайцера, „Кливландите“ стават най-многобройната крайцерска серия в историята. Още 9 кораба са достроени като леки самолетоносачи от тип „Индепендънс“.
Последващото развитие на този проект са леките крайцери от типа „Фарго“ (на английски: Fargo), представляващи вариация на „Кливланд“ с един комин и променени надстройки – това е направено за подобряване обстрела на зенитната артилерия. В периода 1943 – 1944 г. са поръчни 9 крайцера от проекта, но във връзка с края на войната са достроени само 2.
Продължава постройката на леките крайцери от типа „Атланта“. В периода 1942 – 1946 г. американският флот получава 7 такива кораба, разделени на 2-ра и 3-та серия, като последните имат значителни отличия от прототипа.
И накрая, през 1945 г. са поръчани 4 крайцера на типа „Устър“ (на английски: Worcester), но успяват да заложат само 2, влезли в строй след войната. Черешката на тортата при тези оригинални кораби е батареята универсални 152 mm оръдия на главния калибър, предназначени за борба с високолетящи бомбардировачи. Артилерията се получава неудачна и проектът няма продължение.
Великобритания продължава строителството на крайцерските серии, заложени още преди войната. От 1940 г. започват да влизат в строй крайцерите от типа „Фиджи“ (на английски: Fiji – Colony 1-ва серия), представляващи намален вариант на крайцерите тип „Глостър“. В периода 1940 – 1942 г. Кралският флот получава 8 крайцера от този тип. Въпреки това големите загуби през първите години на войната изискват попълването с крайцери, за това са заложени още 3 крайцера от типа „Цейлон“ (на английски: Ceylon – Colony 2-ра серия). Артилерията на главния им калибър е съкратена, и за сметка на това е увеличен броя на зенитните автомати.
Освен това продължава развитието на крайцерите от типа „Белона“ – в усъвършенстван вариант. В периода 1942 – 1944 г. в строй влизат 5 крайцера от този тип. Количеството на универсалните оръдия при тях е намалено, а измененията в системите за управление на зенитния огън позволява да се повиши неговата ефективност.
СССР поради обстоятелствата не може да си позволи мащабно строителство на големи кораби. С началото на войната е замразена постройката на леките крайцери от проекта 68. Само на Далечния Изток успяват да достроят заложените още преди войната 2 леки крайцера от проекта 26-бис.
Италианците в хода на войната успяват да достроят едва 3 от 12 заложени крайцера тип „Капитани Романи“ и правят неуспешен опит да преустроят конфискуваните на стапела тайландски кораби в крайцери ПВО тип „Етна“ (Etna). Немските корабостроители се ограничават само с разработката на няколко проекта на кораби от този клас, като до залагане не се стига изобщо. Японците дострояват 4 леки крайцера, заложени още преди войната.
От неутралните страни строителство на крайцери през този период води само Швеция. По задание на шведите италианската фирма CDRA проектира крайцер на основа на своя проект за сиамски флот. Двете единици на типа „Тре Крунур“ (Tre Cronor) са заложени през 1943 г., но строителството се води бавно и е завършено едва след войната.

## Леките крайцери в следвоенния период

### Следвоенни програми за строителство на леки крайцери
В следвоенния период строителството на нови леки крайцери в западните страни е много ограничено. САЩ и Великобритания и без това притежават огромни флотове, в пъти превъзхождащи всеки потенциален противник. В частност американските ВМС наброяват 59 леки крайцера, британските – 50. Освен това голямо влияние върху развитието на флотовете оказва неопределеността, свързана с появата на новите средства за борба – ядреното оръжие и управляемите ракети.
САЩ в следвоенния период се ограничават до достройката на крайцерите, намиращи се във висока степен на бойна готовност. Влизат в строй 3 леки крайцера тип „Атланта“ (през 1949 г. прекласифицирани на крайцери за ПВО), 1 от типа „Кливланд“, 2 от типа „Фарго“ и 2 от типа „Устър“. Едновременно е прекратен строежът на 23 крайцера, а значителна част от останалите е извадена в резерв. 6 крайцера от типа „Бруклин“ са продадени на латиноамерикански страни.
Великобритания, намираща се в сложно икономическо положение, започва мащабно съкращаване на флота. В периода 1945 – 1955 г. са отписани 32 крайцера, предадени са на Индия 2 крайцера, а на гоминдановски Китай – 1. Дострояват само два крайцера от типа „Суифтшър“ (на английски: Swiftsure) – усъвършенствана версия на „Колониите“. Още 3 кораба от серията стоят недостроени до 1954 г., когато е прието решение да се доправят като крайцери тип „Тайгър“ (на английски: Tiger), които имат съдбата да са последните чисто артилерийски крайцери в света.
Френският флот наброява след войната 9 крайцера, 2 от тях са отписани от флота в периода 1945 – 1955 г. Строителството на крайцерите „Де Грас“, заложени още през 1939 г., е продължено по изменен проект и завършено през 1956 г.
Холандският флот има към края на 1945 г. 2 крайцера в бойния си състав и още два са достроени в периода 1950 – 1953 г. по изменения проект „Де Зевен Провинсен“.
Италия разполага към 1946 г. с 9 крайцера. От тях остават в строй 4, 1 е предаден за скрап и 4 са предадени като репарация (на Франция – 2, на Гърция и СССР по 1).
СССР разполага към края на 1945 г. с 8 крайцера и още два крайцера получени по репарации от Германия и Италия. Двата крайцера („Красний Кавказ“, „Красний Крим“) са списани през 1953 г. Но именно крайцерите заедно с подводниците заемат в съветските корабостроителни програми от 40 – 50-те години на XX век най-важното място.
Предварителният вариант на първата следвоенна корабостроителна програма на СССР предвижда в частност постройката на 102 крайцера от различни типове, включително 30 със 180-mm артилерия и 60 със 152-mm. Поради явната неадекватност на подобни планове в програмата за строителство на флота за периода 1945 – 1955 г. е планирано строителството на 34 крайцера, в т.ч. 30 леки. Към 1950 г. са достроени по коригиран проект заложените преди войната крайцери на проекта „68К“. В периода 1953 – 1957 г. влизат в строй 15 крайцера от проекта „68-бис“, още 6 крайцера от този тип са дадени на скрап във висока степен на готовност. По своите основни характеристики те превъзхождат своите английски събратя, още намиращи се в строй в средата на 50-те години, и съответстват на американските кораби от 40-те години.

### История на експлоатацията в следвоенния период
В бойните действия след Втората световна война леките крайцери се използват ограничено. Крайцерите на САЩ се използват за обстрел на брегови цели по време на военните действия в Корея и Виетнам, британските крайцери се използват за същите цели по време на Суецката криза.
Последният американски лек крайцер „Оклахома“ е изключен от състава на флота през 1979 г., през 1986 г. отива за скрап и последният британски лек крайцер „Тайгър“.
Към 1965 г. в състава на съветския ВМФ остават 9 чисто артилерийски крайцера от проекта 68-бис, от тях 4 на консервация. Но с началото на Бойната служба на флота за корабите от този тип се появява работа, при това толкова интензивна, че трябва да се разконсервират всички крайцери от проекта. Те са активно използвани за съпровождане на американските авионосни съединения.
| „                                        | …става ясно, че най-ефективен и гарантиран способ за унищожаване на самолетоносача е неговия разстрел в упор с артилерия…. Счита се, че даже в случай на получаване на повреди, даже използвайки артилерията си на самоуправление, крайцерът може да извади от строй полетната палуба на самолетоносача. Но фактически, залага се на внезапен изпреварващ удар… | “ |
| Платонов А. В. Крейсеры советского флота | |   |

Освен това се води и интензивна разработка на нови проекти артилерийски крайцери. Така например се предполага залагането на 5 крайцера от проекта 84, имащи 180 mm универсални оръдия като главен калибър. Също е разработен проект за малък лек крайцер (МЛК), снабден със 130 mm универсален калибър. Дейността на Н. С. Хрушчов слага край на тези планове. Въпреки това съветските крайцери на проекта 68-бис се числят в състава на флота до края на 80-те години.
Последният случай за използване на лек крайцер в бойни действия е през 1982 г., когато аржентинският „Генерал Белграно“ става първият кораб, потопен от атомна подводница в хода на англо-аржентинския конфликт.
Към началото на 2008 г. в състава на флотовете по света има само един лек крайцер – перуанският „Алмиранте Грау“, бивш холандски „Де Зевен Провинсен“.

### Модернизация и преоборудване
В хода на стремителното следвоенно развитие на реактивната палубна авиация, ракетната техника и ядреното оръжие, леките артилерийски крайцери стават по-уязвими, в резултат на което тяхната бойна ценност значително намалява. Поради това, както в СССР, така и в САЩ са разработени програми за модернизация на леките крайцери, чрез снабдяването им с комплекси за ПВО със зенитни управляеми ракети.
В рамките на тези програми за модернизация в края на 50-те години 6 американски крайцера тип „Кливланд“ са преустроени на ракетни крайцери известни като типа „Галвистън“ (Galveston).
В СССР към модернизация на леките крайцери в ракетни пристъпват в края на април 1955 г., когато на корабостроителния завод № 444 в Николаев (бъдещ Черноморски корабостроителен завод) започва преоборудването на лекия крайцер от проекта 68-бис „Адмирал Нахимов“ по проекта 67ЕП. В хода на модернизацията крайцерите в носовата част на кораба получават открита пускова установка на неподвижна основа, предназначена за крилати противокорабни ракети КСС с максимална далечина на пуск 43 km. Изпитанията на ракетите на крайцера са от октомври 1955 до 26 април 1956 г. и повторно от 3 юни до 22 декември 1956 г., в хода на които на 22 януари 1956 г. е произведен първият в света пуск на корабна крилата ракета.
В края на 50-те един от крайцерите на проекта „68К“, „Дзержинский“ е преоборудван по проекта 70-Е с установка на ЗРК М-2 „Волхов-М“, но опита се оказва неуспешен и се отказват от преустройството на останалите крайцери.

## Заключение
Замислени като тясноспециализирани кораби, леките крайцери непрекъснато еволюират в течение на четири десетилетия. На прехода 40 – 50-те години те достигат доста голяма степен на съвършенство, превръщайки се в почти универсални бойни единици, способни да изпълняват едва ли не всички задачи на флота, с изключение, може би, на противолодъчната борба. Но както често се случва в историята, артилерийските крайцери, в т.ч. и леките, стават жертва на военнотехническия прогрес. Бурното развитие на авиацията и ракетното оръжие достатъчно бързо превръща леките крайцери в остарели кораби, пригодни главно за огнева поддръжка на десантните операции. Именно в такава роля те се използват редица локални конфликта, изпълнявайки ролята на големи канонерски лодки. Но даже и в това си качество те изостават пред своите по-големи събратя – линкорите и тежките крайцери.
Едновременно се изменя и военно-стратегическата обстановка на океанските театри на предполагаемата Трета световна война. Съветският надводен флот е прекалено слаб за морски сражения в класически стил, а в борбата с многочислените съветски подводни лодки артилерийските крайцери не могат да помогнат с нищо, което и предопределя достатъчно бързото отписване на леките крайцери от действащия състав на водещите флотове в света. Що се касае масовото строителство на леки крайцери в СССР през 50-те години на XX век, то то се обуславя с желанието на Сталин да създаде океански флот, а също необходимостта да има относително мощни, макар и остарели кораби в реда на отслабения и неспособен напълно да контролира даже Черно и Балтийско море съветски флот, макар към момента на залагането на тези кораби те да са по право едни от най-добрите в своя тип, а по-късно са годни да оперират като оръжие за сдържане на самолетоносачите на САЩ до появата на мощните ракетни крайцери.

## Коментари
1. ↑  Смятало се, че 1 фут въглища е равноценен на 1 дюйм броня.
2. ↑  До руско-японската война има морски сражения в хода на японо-китайската и испано-американската войни, но явното неравенство между противоборстващите в тях страни не дава възможност за сериозни изводи.
3. ↑  Преди Първата световна война в „леки“ са прекласифицирани всички бронепалубни крайцери с турбинна установка.
4. ↑  В литературата понягога се водят тип „Бирмингам“ (Birmingham). Също се наричат и тип Town, тъй като носят имената на британски градове.
5. ↑  Крайцерът „Емден“ се относя към бронепалубните, но е въоръжен аналогично на леките крайцери от първата година на войната.
6. ↑  Строителството на „Белфаст“ струва 2,141 млн. фунта стерлинги – примерно с 300 хил. фунта по-скъпо, отколкото на тежките крайцери от типа „Каунти“. Леките крайцери тип „Аретуза“ струват 1,21 – 1,29 млн.; типът „Леандър“ – 1,48 – 1,6 млн.; „Пърт“ – около 1,5 млн. фунта// Общая оценка проекта // С. А. Балакин. Крейсер „Белфаст“.
7. ↑  Със скорострелност 10 изстрела/минута на ствол. Рекордът за кораб като цяло е 138 и/м (крайцерът „Савана“). Крайцера типа „Бруклин“. Морская кампания 2007, № 9. С. 9.
8. ↑  Представляват 40 mm зенитни автомати на шведската фирма „Бофорс“ със системата за управление на огъня на холандската фирма „Хаземайер“. // Третий крейсер для Ост-Индских колоний // А. Донец. Голландские крейсера Второй мировой войны.